# Halosauridae

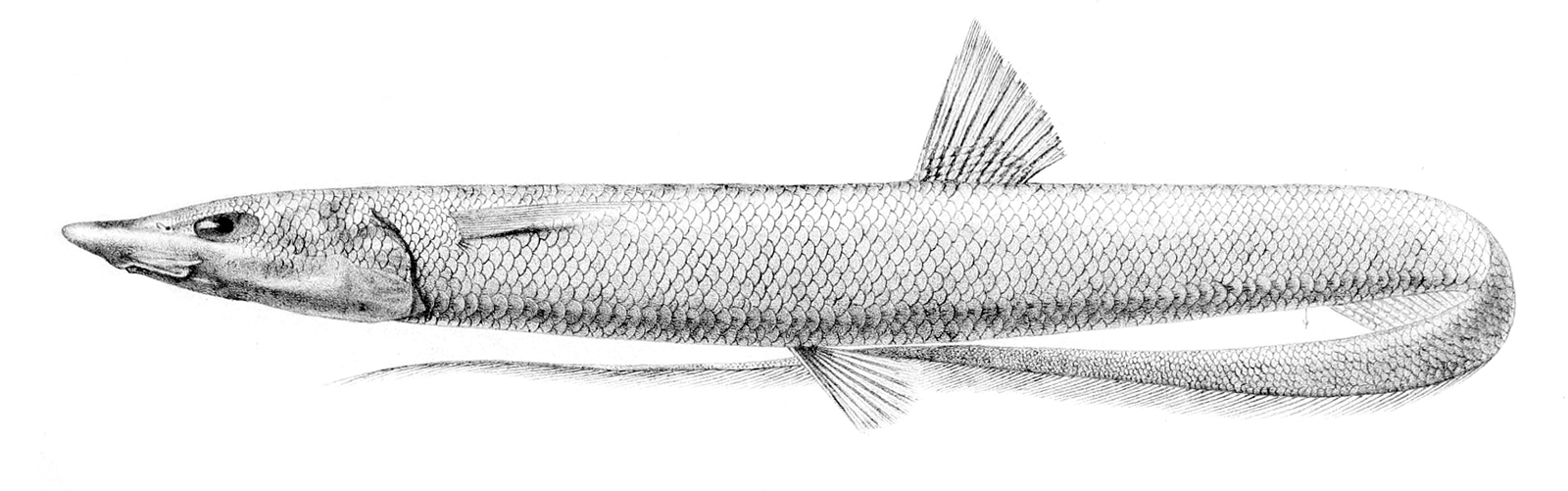
Halosaurus ovenii

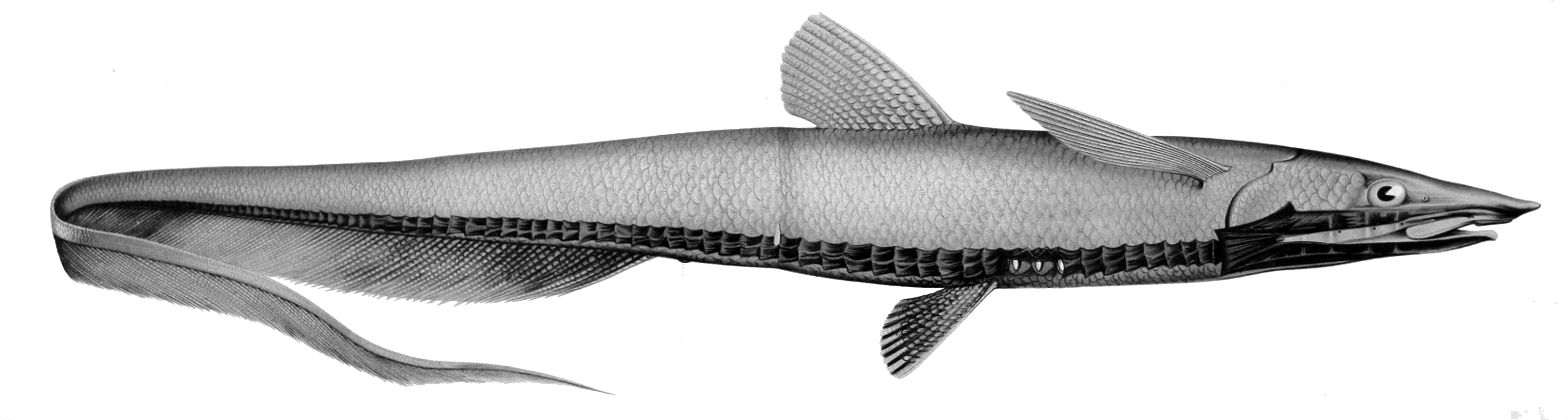
Halosauropsis macrochir

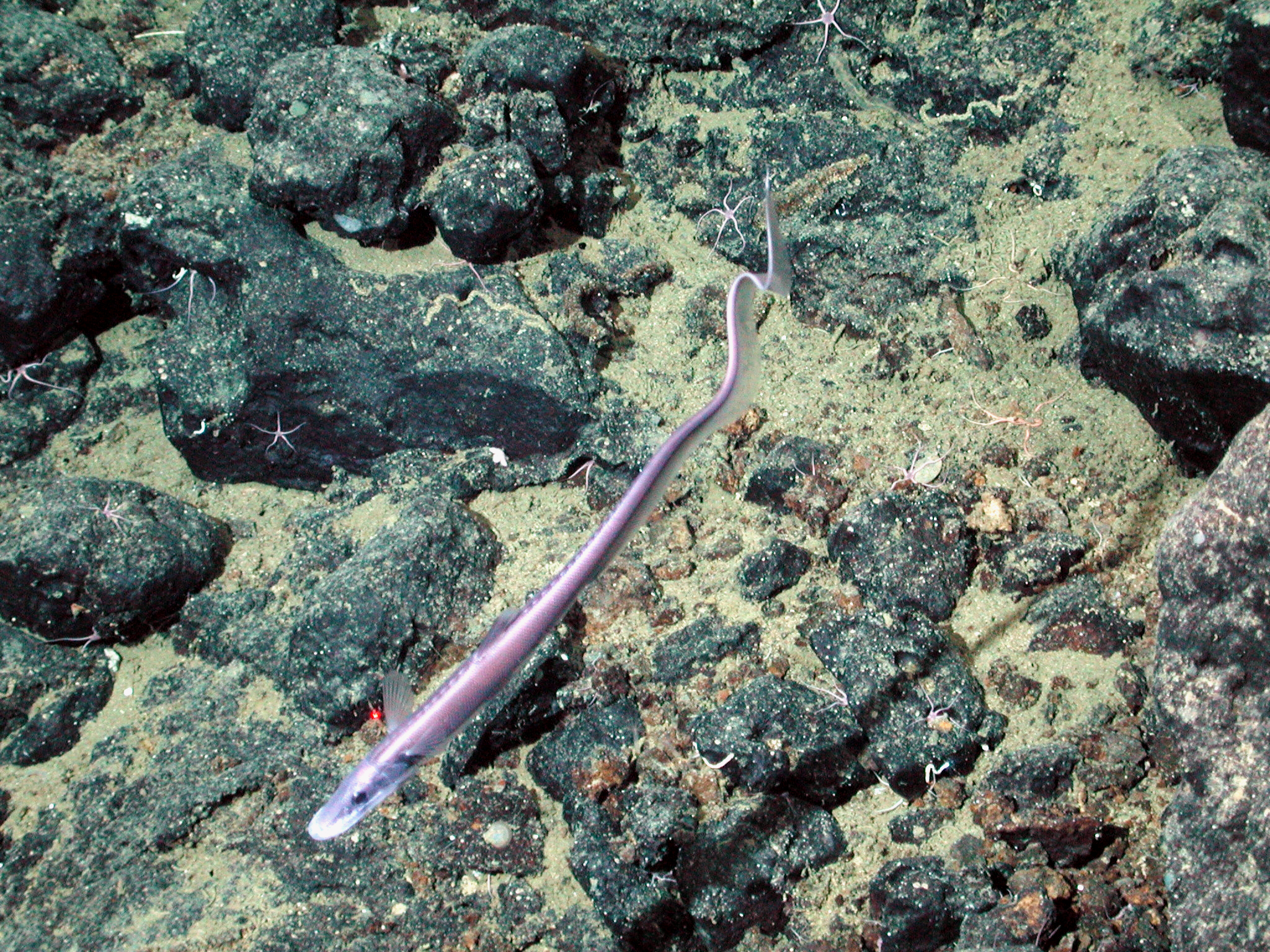
Aldrovandia sp.

La famiglia Halosauridae comprende 17 specie di pesci marini, appartenenti all'ordine Notacanthiformes.

## Etimologia
Il nome scientifico della famiglia deriva dalle parole greche hals, mare + sauros, lucertola, e significa quindi lucertole di mare, a causa del loro aspetto rettiliano e affusolato.

## Distribuzione e habitat
Sono diffusi in tutti i mari e gli oceani.
Nel mar Mediterraneo è presente ma molto rara la specie Halosaurus ovenii.
Vivono a profondità abissali. Sono note forme risalenti al Cretaceo, tra cui Echidnocephalus.

## Descrizione
Sono simili ai Notacanthidae da cui si possono distinguere per la pinna dorsale presente e sviluppata normalmente, per il rostro più evidente ed appuntito e per l'estremità del corpo filiforme, priva di pinna caudale. Le scaglie sono più grandi che nei Notacanthidae, hanno una linea laterale ben evidente che decorre presso il profilo ventrale.

## Biologia
Pressoché ignota. Le larve sono leptocefali.

## Specie
- Genere Aldrovandia
  - Aldrovandia affinis
  - Aldrovandia gracilis
  - Aldrovandia mediorostris
  - Aldrovandia oleosa
  - Aldrovandia phalacra
  - Aldrovandia rostrata
- Genere Halosauropsis
  - Halosauropsis macrochir
- Genere Halosaurus
  - Halosaurus attenuatus
  - Halosaurus carinicauda
  - Halosaurus guentheri
  - Halosaurus johnsonianus
  - Halosaurus ovenii
  - Halosaurus parvipennis
  - Halosaurus pectoralis
  - Halosaurus radiatus
  - Halosaurus ridgwayi
  - Halosaurus sinensis[2]